# سبزآباد
سبزآبادروستایی است از توابع شهرستان کمیجان در استان مرکزی. این روستا در دهستان خسروبیگ در بخش میلاجرد این شهرستان قرار دارد . 

## مشخصات منطقه‌ای
روستای سبزآباد طبق تقسیمات اخیر کشوری، ازتوابع دهستان خسروبیگ و بخش میلاجرد شهرستان کمیجان می‌باشد. این روستا بامختصات جغرافیایی ۴۹ درجه و ۳۴ دقیقه طول شرقی و ۵۷ درجه و ۴۳ دقیقه عرض شمالی در شمال غربی استان مرکزی قراردارد.فاصله روستای سبزآباد تا مرکز شهرستان ۵۵ کیلومتر می‌باشد.

## جمعیت
طبق سرشماری مرکز آمار ایران، جمعیت سبزآباد در سال ۱۳۸۵ برابر با ۸۴ نفر بوده‌است. این روستا ۱۹ خانوار دارد. 